# Syrichtus
Syrichtus är ett släkte av fjärilar. Syrichtus ingår i familjen tjockhuvuden.

## Dottertaxa tillSyrichtus, i alfabetisk ordning[1]
- Syrichtus ahmed
- Syrichtus albata
- Syrichtus alta
- Syrichtus antonia
- Syrichtus aragonensis
- Syrichtus caid
- Syrichtus chelalae
- Syrichtus clarescens
- Syrichtus cribrelloides
- Syrichtus cribrellum
- Syrichtus dilutior
- Syrichtus epimetheus
- Syrichtus evansi
- Syrichtus fenestrata
- Syrichtus fucata
- Syrichtus fulvosatura
- Syrichtus gigantea
- Syrichtus gigas
- Syrichtus hibisci
- Syrichtus hieromax
- Syrichtus hybrida
- Syrichtus incompleta
- Syrichtus ioan
- Syrichtus kuenlunus
- Syrichtus lambesa
- Syrichtus leuzeae
- Syrichtus loga
- Syrichtus lutulentus
- Syrichtus lycaonius
- Syrichtus macroprota
- Syrichtus mazzola
- Syrichtus minor
- Syrichtus mohammed
- Syrichtus mouchai
- Syrichtus musta
- Syrichtus nigricans
- Syrichtus nigrita
- Syrichtus nobilis
- Syrichtus nomas
- Syrichtus obscurior
- Syrichtus patta
- Syrichtus phil
- Syrichtus plurimacula
- Syrichtus poggei
- Syrichtus prometheus
- Syrichtus proteus
- Syrichtus protheon
- Syrichtus proto
- Syrichtus rubea
- Syrichtus shivaensis
- Syrichtus sovietica
- Syrichtus staudingeri
- Syrichtus tersa
- Syrichtus tesselloides
- Syrichtus tessellum
- Syrichtus williamsi